# マグマの圏
数学の一分野、圏論におけるマグマの圏（マグマのけん、英: category of magmas）Mag は、すべてのマグマ（一つの二項演算を備えた集合）を対象とし、（普遍代数学の意味での）演算の準同型（演算を保つ写像）を射とする圏を言う。
マグマの圏 Mag は圏論的直積を持つから、直積を持つ任意の圏におけると同様に、（圏の内部演算に関する）マグマ対象 (magma object) の概念が意味を持つ。
包含函手 Set ↪ Med ↪ Mag が、集合を自明なマグマ（二項演算は射影 x ⫟ y = y  で与える）と見て与えられる。
重要な性質の一つは、単射な自己射が（ちょうど、その自己射の成す定値列の余極限として）マグマ拡大の自己同型射に拡張できることである。
単集合 ({∗}, ∗) が Mag の零対象で、かつ Mag が代数的であるから、Mag は点付きかつ完備である。